# Canal Sur Radio
Canal Sur Radio ist ein regionales spanisches Rundfunkprogramm, welches in Andalusien und Gibraltar zu empfangen ist. Anbieter ist La Agencia Pública Empresarial de la Radio y Televisión de Andalucía (RTVA), die öffentlich-rechtliche Wirtschaftsagentur für Radio und Fernsehen der Regierung der autonomen Gemeinschaft Andalusiens.
Am 28. Februar 1988, am Día de Andalucía, dem Feiertag zum Gedenken an das Referendum zur Autonomie Andalusiens acht Jahre zuvor, begann die Ausstrahlung mit Probesendungen in zwei getrennten Programmen. Eines mit kulturell höherem Anspruch und mit Pop- und Rockmusik als „Canal Sur Uno“. Ein zweites bodenständigeres mit spanischer bzw. überwiegend andalusischer Musik als „Canal Sur Dos“. Die offizielle Ausstrahlung begann am 11. November 1988. Von Kritikern wurden die beiden Programme bald als Radio für Reiche und eines für Arme bezeichnet
Heute betreibt RTVA unter dem Namen „Canal Sur“ ein regionales Radio- und TV-Netzwerk. Neben Canal Sur Radio gehören auch die Spartensender Radio Andalucía Información, Canal Fiesta, sowie das Internetradio Flamenco Radio zur selben Gruppe.

## Programm
Canal Sur Radio ist ein Vollprogramm-Sender, mit Angeboten im Bereich Kultur, Musik, Sport und Nachrichten. Mit einem neu gestalteten Programm nach Wechsel des Managements konnte das Hörfunkprogramm die Zahl seiner Hörer von 284.000 im Jahr 2018 auf 312.000 im November 2019 steigern.

## Frequenzen
| Stadt           | Sendefrequenz |
| --------------- | ------------- |
| Almería         | 104,8 MHz     |
| Cádiz           | 97,4 MHz      |
| Córdoba         | 103,6 MHz     |
| Granada         | 104,9 MHz     |
| Huelva          | 104,5 MHz     |
| Jaén            | 100,6 MHz     |
| Málaga          | 104,6 MHz     |
| Sevilla         | 105,1 MHz     |
| und weitere ... | ...           |